# Wilde kool
Wilde kool (Brassica oleracea var. oleracea) is de ongecultiveerde vorm van kool, die in het wild aan de kusten van Spanje tot aan Zuid-Engeland en op Helgoland voorkomt. Ze groeien op kalkrijke, vaak stenige grond. De soort staat op de Nederlandse Rode lijst van planten als zeer zeldzaam en stabiel of toegenomen.
Wilde kool is een tweejarige plant, die in het eerste jaar een bladrozet vormt met grijsgroene, vrij dikke, onbehaarde, liervormig veerdelige, gesteelde bladeren, die een gegolfde rand hebben. Deze bladeren hebben meer dan drie paar zijslippen.  
In het tweede jaar bloeit de plant van mei tot in september en vormt de plant een 90-150 cm lange, vertakte, niet vlezige bloeistengel met gele, 3-4 cm grote bloemen, waarbij de bloemknoppen boven de open bloemen uitsteken. De bloeiwijze is een samengestelde tros. De kelkbladen staan evenals alle meeldraden rechtop. De stengelbladeren hebben een min of meer gave rand en zijn zittend of stengelomvattend. Op de stengel zitten veel bladlittekens met boven de bladlittekens geen grote bladknoppen dit in tegenstelling tot spruitkool.
De vrucht is een 5-10 cm lange, 3-5 mm brede hauw met een 5-8 (15) mm lange snavel. De vruchten zijn niet tegen de bloeiwijze-as aangedrukt.

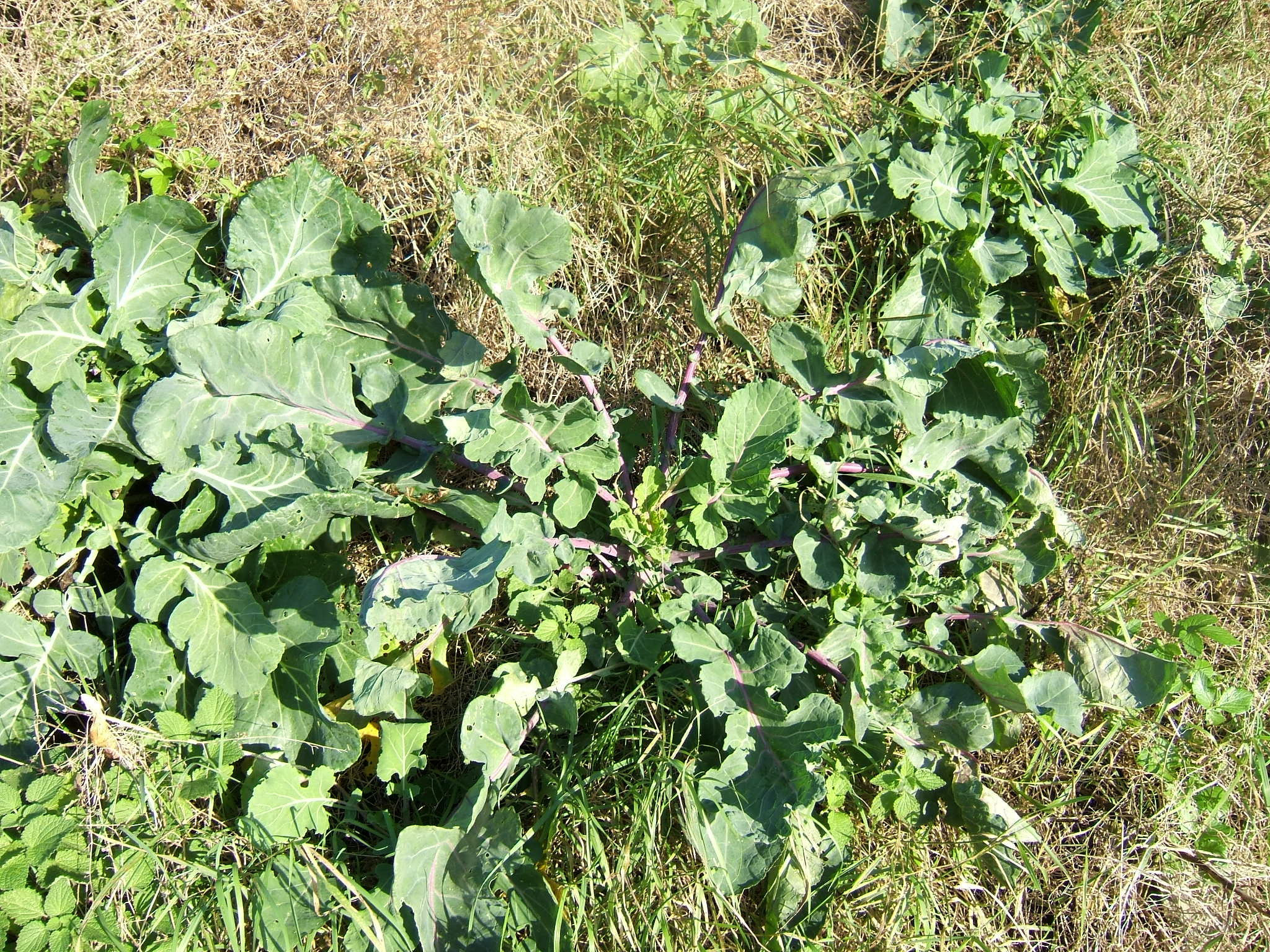
Eerste jaars planten

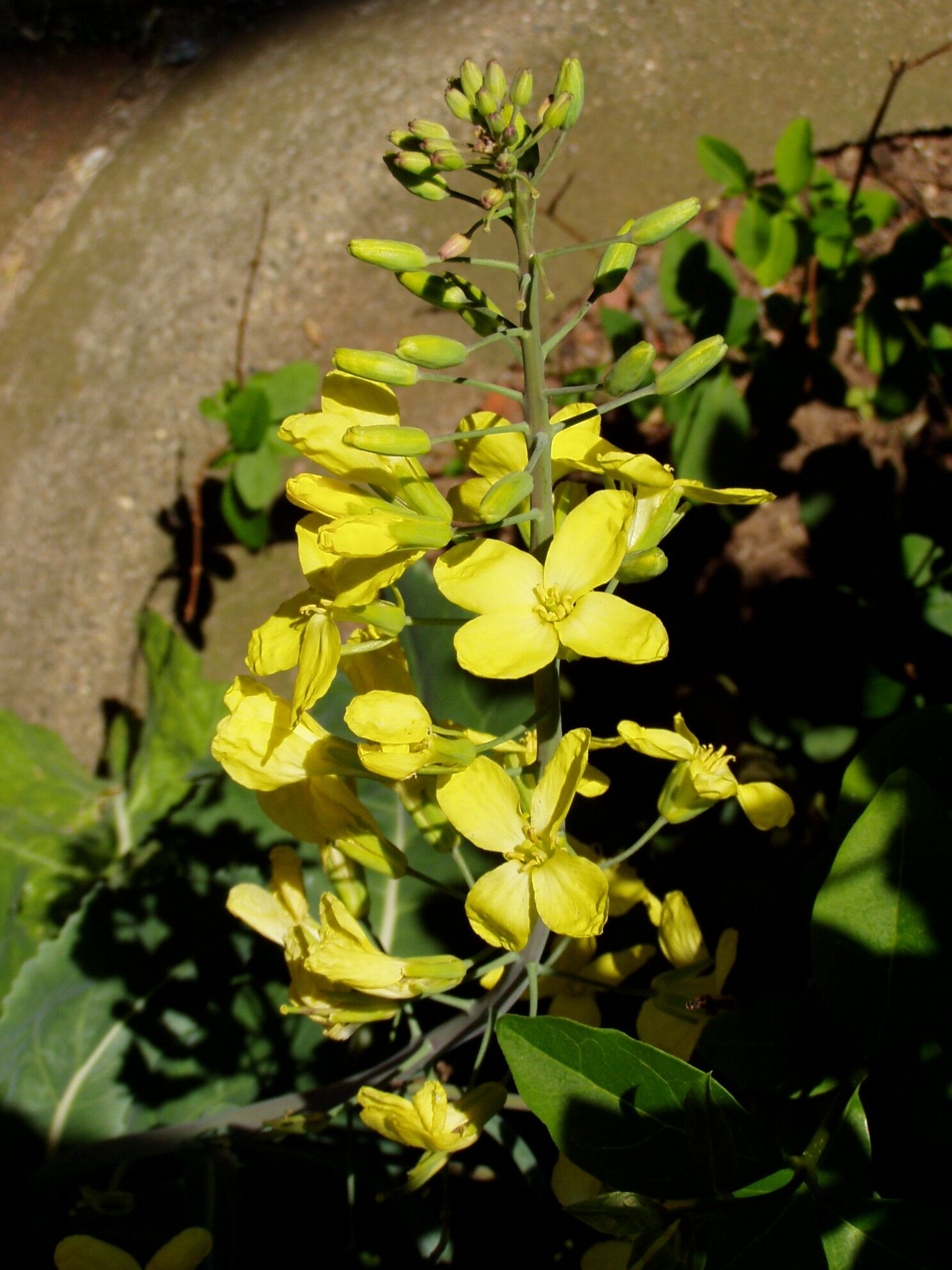
Bloemen

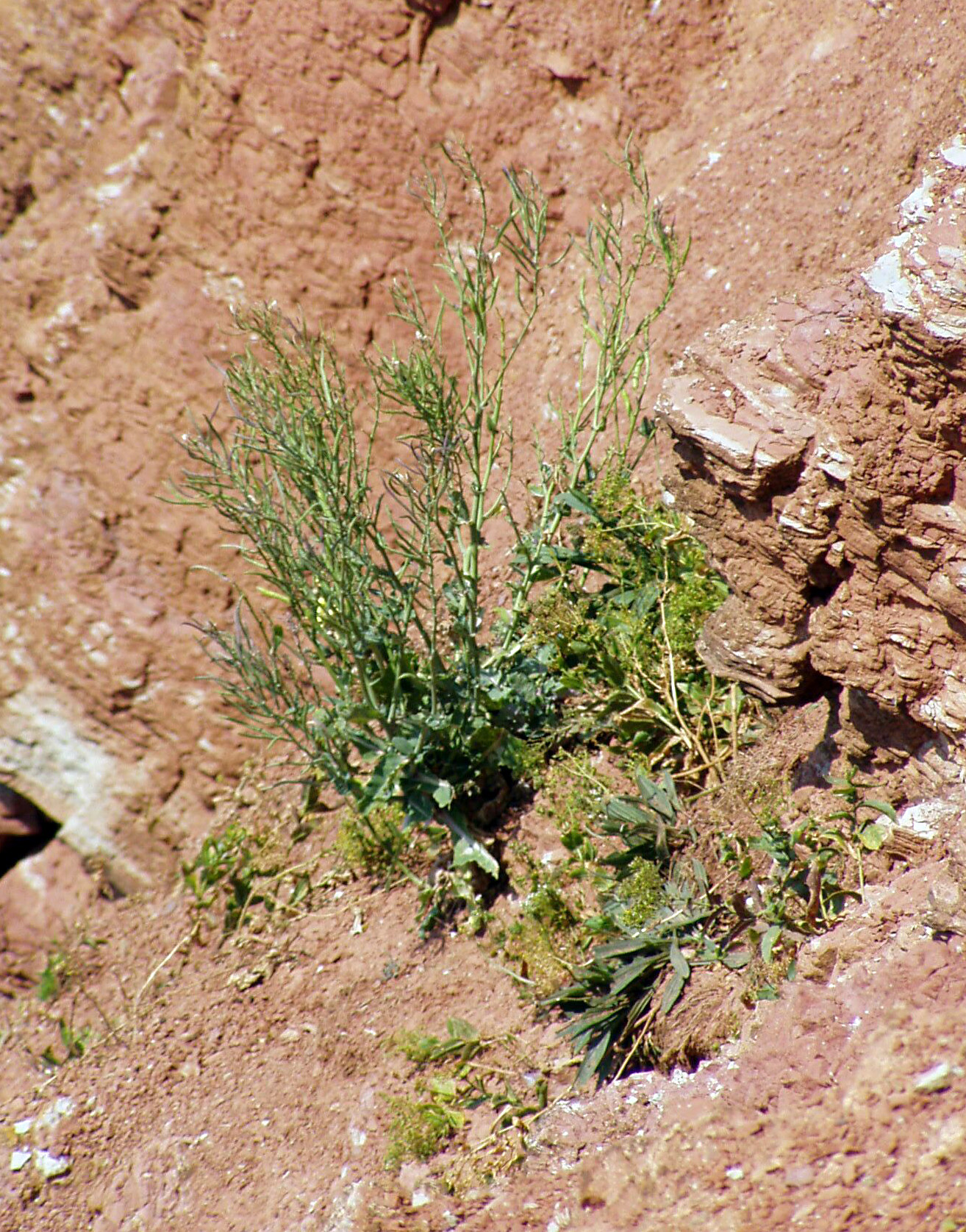
Hauwen